# Ožbolt
Ožbolt je moško osebno ime.

## Izvor imena
Ime Ožbolt je ena od izpeljank iz moškega imena Ožbalt.

## Pogostost imena
Po podatkih Statističnega urada Republike Slovenije je bilo na dan 31. decembra 2007 v Sloveniji 22 oseb z imenom Ožbolt.

## Osebni praznik
Ožbolt praznuje god 5. avgusta.

## Priimek izpeljan iz imena
Na nekdanjo večjo razširjenost imena kaže tudi priimek Ožbolt, ki je nastal iz tega imena. Na dan 31. decembra 2007 so bile v Sloveniji 204 osebe, ki so nosile ta priimek.